# Нахада
Нахада (гунз. Нихалалъа)  — село Бежтинского участка Дагестана. Входит в состав сельского поселения «Сельсовет Гунзибский».

## География
Расположено в 6 км к востоку от села Бежта.

## Население
| 1869 | 1888 | 1895 | 1926 | 1939 | 1970 | 1989 |
| ---- | ---- | ---- | ---- | ---- | ---- | ---- |
| 163  | ↗236 | ↗266 | ↘115 | ↗207 | ↗210 | ↗296 |
| 2002 | 2010 | 2021 |      |      |      |      |
| ↗469 | ↗487 | ↗638 |      |      |      |      |

По данным Всероссийской переписи населения 2010 года — моноэтническое гунзибское село.